# Gerhard Canzler
Gerhard Canzler (* 14. Oktober 1929 in Neermoor; † 8. April 2011 in Norden) war ein deutscher Heimatforscher. In mehreren Veröffentlichungen setzte er sich mit der Regionalgeschichte Ostfrieslands auseinander.
Canzler studierte nach dem Abitur in Leer an der Pädagogischen Hochschule in Oldenburg. Im Anschluss war er neun Jahre lang als Lehrer in Marienhafe und Brookmerland tätig. Von 1959 bis 1962 setzte er sein Studium an den Universitäten in Oldenburg und Göttingen fort und wurde 1963 Lehrer an der Mittelschule in Norden. Drei Jahre später übernahm er die Leitung der Schule und blieb bis zu seiner Pensionierung deren Rektor.
Neben seiner schulischen Tätigkeit widmete sich Canzler der ostfriesischen Regional- und der Lokalgeschichte seiner Heimatstadt Norden. Ab 1982 erschienen mehrere Publikationen. Schließlich promovierte er 1996 an der Universität Oldenburg mit einer Arbeit über die Zünfte und Gilden in Ostfriesland bis 1744.
Gerhard Canzler ist der Vater des Sozialwissenschaftlers und Mobilitätsforschers Weert Canzler.

## Werke
- Norddeich Radio 1905–1998. (zusammen mit Wilfried Indenbirken)
- Neermoor im Moormerland.
- Alt-Norden.
- Norden – Handel und Wandel 18.–20. Jahrhundert.
- Zünfte und Gilden in Ostfriesland bis 1744.
- Doornkaat. Eine Firmenchronik.
- Van't Moormerland – Na't Nörderland.
- Aufsatzheft.
- Altes Handwerk in Ostfriesland.
- Leer um 1900
- Norden – Museen im Alten Rathaus.
- Baltrum.
- Die Norder Schulen.
- Schloss Lütetsburg